# Gondwana-1
Gondwana-1 est un réseau de câbles de communications sous-marins reliant la Nouvelle-Calédonie et l’Australie mis en service à la mi-2008,. 
Ce projet est associé à une boucle domestique nommée Picot reliant les iles Loyautés Ouvéa et Lifou à la grande terre Nouvelle-Calédonie
Les stations terrestres du câble international Gondwana sont : 
- Narrabeen beach, Sydney, Nouvelle-Galles du Sud, Australie
- Ouémo, province Sud (Nouméa), Nouvelle-Calédonie.

Les stations terrestres du câble domestique Picot sont :
- Poindimié, Province Nord, Nouvelle-Calédonie
- Ile de Mouli, commune d'Ouvea, province des îles Loyauté, Nouvelle-Calédonie
- Xepenehe, commune de Lifou, province des Îles Loyauté, Nouvelle-Calédonie.

L'extrémité australienne du câble a été terminée à la mi-novembre 2007 par le navire câblodistributeur Île de Ré achevant la pose du câble. Le câble à fibres optiques est posé dans la zone de protection du nord de Sydney et arrive à la plage de Narrabeen, où sont également installés le câble Southern Cross et le câble Australie-Japon. Le système a été officiellement mis en service en septembre 2008. Le Gondwana a considérablement renforcé la capacité de la passerelle internationale de Nouvelle-Calédonie et réduit le temps de latence nécessaire pour atteindre l’Australie et l’Europe occidentale, qui était auparavant handicapée par un délai aller-retour de 500 ms entre le téléport satellite australien et calédonien. Il offre le deuxième point d'accès fibre dans les îles du Pacifique Sud après l'accès des Fidji au câble Southern Cross, mis en service en 2001. 
Le câble à fibres optiques est un système en deux parties reliant d’abord la Nouvelle-Calédonie à l’Australie (puis au monde via les câbles à fibres optiques australiens existants), puis un câble court et non répété entre la Nouvelle-Calédonie et les Îles Loyauté, avec des stations terrestres à Poindimie (île principale), Mouly (Ouvéa) et Xepenehe (Lifou). 
Le besoin de câble était dû à la demande croissante de télécommunications avancées telles que le haut débit et au coût élevé de la bande passante par satellite . 